# Unternehmen München

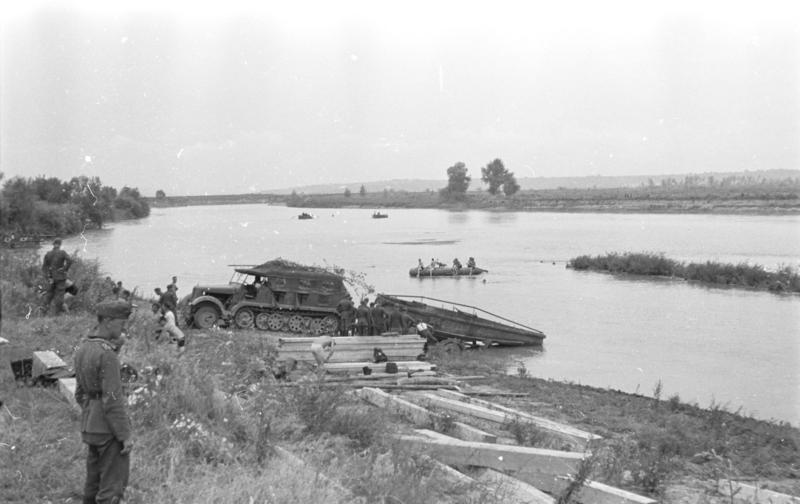
Brückenbau über den Pruth

Das Unternehmen München (rumänisch Operaţiunea München) war der Deckname einer deutschen Militäroperation gemeinsamen mit Rumänien in der Anfangsphase des Deutsch-Sowjetischen Krieges (Juli 1941) mit dem vorrangigen Ziel, Bessarabien, die Nordbukowina und das Herza-Gebiet zurückzuerobern, die ein Jahr zuvor nach einem Ultimatum von Rumänien an die Sowjetunion abgetreten worden waren. Die Operation wurde nach 24 Tagen erfolgreich abgeschlossen. Der Invasion folgte ein Völkermord an der jüdischen Bevölkerung von Bessarabien.

## Vorgeschichte
Am 22. Juni 1941 begann das Deutsche Reich mit der Operation Barbarossa den Angriff auf die Sowjetunion. Hitlers Verbündeter, das Königreich Rumänien unter Führung des Staatspräsidenten Ion Antonescu sollte die Offensive über den Pruth planmäßig erst Anfang Juli beginnen.
Zu Beginn des Großen Vaterländischen Krieges wurde die 480 Kilometer lange sowjetisch-rumänische Grenze im Bereich der Moldauischen SSR durch die Streitkräfte des Militärbezirkes Odessa (364 700 Mann, 950 Flugzeuge, 769 Panzer, 5554 Geschütze und Granatwerfer) gesichert. Am 25. Juni wurde der Militärbezirk Odessa nach Direktive der Stawka in Südfront umbenannt. Neben der bestehenden 9. selbständigen Armee wurde jetzt auch die 18. Armee aktiviert.
Der Oberbefehlshaber der deutschen Heeresgruppe Süd, Feldmarschall von Rundstedt befahl Generaloberst von Schobert am 24. Juni am Morgen des 2. Juli die Offensive zu beginnen. Die im Raum Jassy konzentrierte deutsche 11. Armee sollte die sowjetische Verteidigung im Raum Balta durchdringen und später durch das Vorgehen auf Winniza in Zusammenarbeit mit der 17. Armee versuchen, den noch westlich vorgeschobenen linken Flügel der sowjetischen Südwestfront zu umgeben und einzukesseln. Vonseiten der Luftwaffe stand das IV. Fliegerkorps der Luftflotte 4 bereit.

## Gegnerische Streitkräfte

### Südfront
(Armeegeneral I. W. Tjulenew)
- 18. Armee (General A. K. Smirnow)
  - 17. Schützenkorps (I. W. Galanin) mit 96. und 60. Gebirgs- sowie 164. Schützendivision
  - 16. mechanisiertes Korps (A. D. Sokolow) mit 15. und 39. Panzer- sowie 240. motorisierte Division
  - 55. Schützenkorps (K. A. Korotejew) mit 130., 169. und 189. Schützendivision
  - 10. befestigter Raum

- 9. Armee (Generalleutnant J. T. Tscherewitschenko)
  - 35. Schützenkorps (I. F. Daschitschew) mit 30. Gebirgs-, 95., 176. Schützendivision
  - 48. Schützenkorps (R. Malinowski) mit 74., 116. und 150. Schützendivision
  - 2. mechanisiertes Korps (J. W. Nowoselski) mit 11. und 16. Panzer- sowie 15. motorisierte Division
  - 18. mechanisiertes Korps (P. W. Woloch) mit 44. und 47. Panzer- sowie 218. motorisierte Division
  - 2. Kavalleriekorps (P. A. Below) mit 5. und 9. Kavalleriedivision
  - 14. Schützenkorps (D. G. Jegorow) mit 25. und 51. Schützendivision
  - 80. und 82 befestigter Raum (am Dnjster)

- Donau-Flottille (Konteradmiral N. O. Abramow)

### Heeresgruppe Süd
- rumänische 3. Armee (Korpsgeneral Petre Dumitrescu)
  - Gebirgskorps, General Avramescu (1., 2. und 4. Gebirgs-Brigade sowie 7. Infanterie-Division)
  - Kavalleriekorps, General Mihail Racovita (6. Infanterie-Division, 5., 6. und 8. Kavallerie-Brigade)
  - IV. Armeekorps, General Sănătescu (13. und 14. Infanterie-Division)
  - Reserve: rumänische 1. Panzerdivision

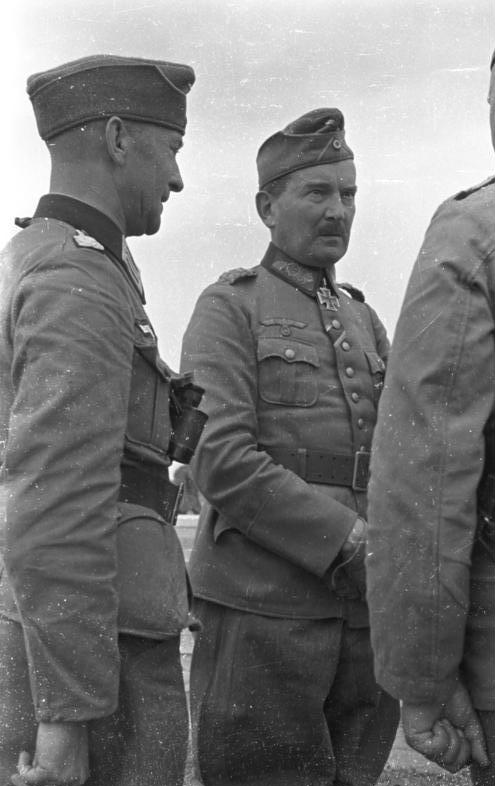
Generaloberst von Schobert beim Übergang über den Pruth

- deutsche 11. Armee (Generaloberst Eugen von Schobert)
  - XI. Armeekorps (General der Infanterie von Kortzfleisch) mit der 22., 46. und 239. Infanterie-Division
  - XXX. Armeekorps (General der Infanterie von Salmuth) mit 76. und 198. Infanterie-Division
  - LIV. Armeekorps (General der Kavallerie Hansen) mit der 50. und 170. Infanterie-Division

- rumänische 4. Armee (Korpsgeneral Nicolae Ciupercă)
  - III. Armeekorps, General Atanasiu (15. Infanterie- und 35. Reserve-Division)
  - V. Armeekorps, General Sion (Garde-Division und 21. Infanterie-Division)
  - XI. Armeekorps, General Constantinescu (4. Infanterie-Division sowie 1. und 2. Festungs-Brigade).
  - Reserve: 5. Infanterie-Division
  - II. Armeekorps, General Nicolae Macici (Donau-Gruppe mit 9. und 10. Division)

### Luftwaffe
- Luftflotte 4 (Generaloberst Alexander Löhr)
  - IV. Fliegerkorps[2] (Generalleutnant Pflugbeil) mit der 3./Fernaufklärungsgruppe 121; I., II. und III./Kampfgeschwader 27, II./Kampfgeschwader 4; II. und III./Jagdgeschwader 77, I./Lehrgeschwader 2

## Verlauf

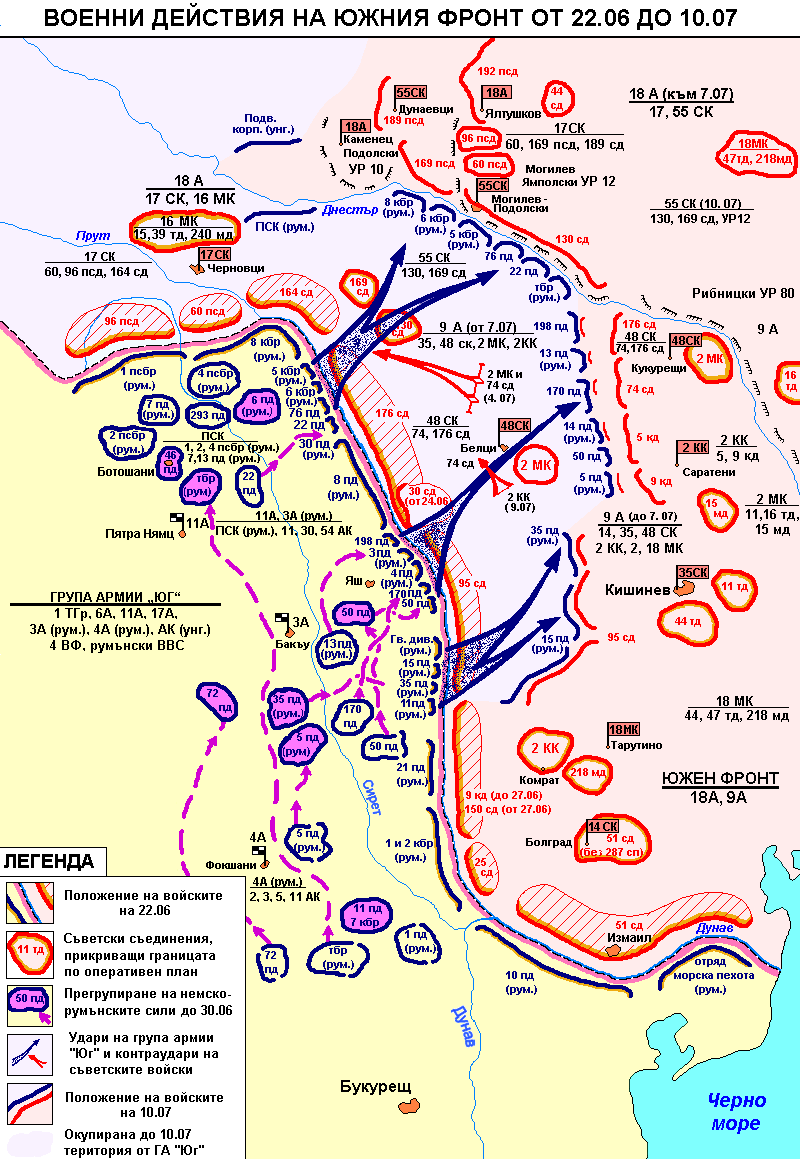

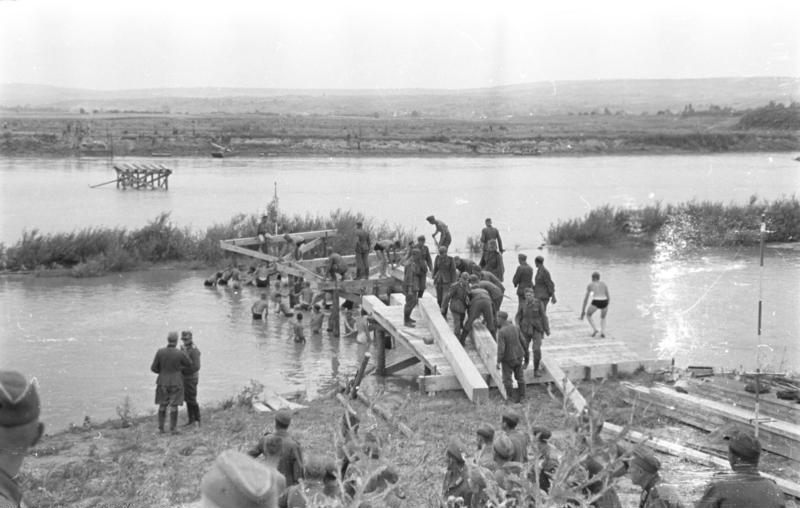
Behelfsbrücke über den Pruth

Die Offensive begann am 2. Juli 1941. Zu Beginn der Offensive zählte die sowjetische Südfront etwa 15 Schützen-Divisionen sowie 3 Kavallerie-, 6 Panzer- und 3 motorisierte Divisionen. Die deutsch-rumänischen Truppen bestanden aus 7 deutschen Divisionen und 13 rumänischen Divisionen. Das rumänische Gebirgskorps unter Generalmajor Avramescu hatte am Nordabschnitt den Auftrag Czernowitz zu erreichen, die Bukowina zu besetzen und den Angriff in Richtung auf Kamenez-Podolski vorzutreiben. Das in vorderer Front stehende sowjetische 17. Schützenkorps, das zuvor der 12. Armee unterstellt war, stand auf 75 km Breite im Raum südwestlich von Czernowitz. Die Aufgabe bestand darin, den Gegner daran zu hindern, über Radautz über die Bahnlinie Glybokaja – Czernowitz vorzugehen. Die deutsche 239. und die rumänische 8. Infanteriedivision griffen bei Ștefănești (Botoșani) die Stellungen der 176. Schützendivision an, die sich über den Pruth auf Mogilew-Podolski zurückziehen musste. Die Truppen der sowjetischen 12. und 26. Armee, welche an den östlichen Karpaten-Front die Südflanke der Südwestfront sicherten, standen zwar gegenüber den ungarischen Truppen außerhalb schwerer Kämpfe, mussten aber schnell abbauen, um der Einkesselung zu entgehen.
Bis zum Abend des 4. Juli brachen Teile des deutschen XI. und XXX. Armeekorps an der Linie Stolnichena, Zaikany, Schuchulia, Kulugar-Sosch und Busila durch und stießen auf Balti durch. Am 5. Juli wurde Czernowitz, die Hauptstadt der nördlichen Bukowina, vom rumänischen 3. und 23. Vânători-Bataillon eingenommen. Die rumänische 14. Division die beim XXX. deutschen Korps operierte wurde längerfristig vor Balti gestoppt. Die rumänische 5. Division, die sich auf der rechten Flügel des deutschen LIV. Korps befand, wurde von sowjetischer Kavallerie im Gebiet Zgardesti-Mandresti zurückgeworfen.
Die rumänische 1. Panzerdivision erhielt Weisung, nach Süden in Richtung auf Mosana und Soroca vorzustoßen und bis zum 10. Juli den Rückzug der in Richtung Mogiljow zurückgehenden sowjetischen Truppen abzuschneiden und erreichte das rechte Ufer des Dnjster bei Soroca.
Am 16. Juli wurde Kischinew, die Hauptstadt Bessarabiens, nach heftigen Kämpfen durch die rumänischen 1. Panzerdivision (Divizia 1 Blindată) eingenommen, die hauptsächlich mit 126 leichten R-2-Panzern ausgerüstet waren.
Nach dem Fall von Kischinew wurde die Heeresgruppe Antonescu aufgelöst, die deutsche 11. Armee übernahm auch die Führung über die rumänische 3. Armee (Kavallerie- und Gebirgskorps) und das IV. Korps (6., 8., 13. und 14. Infanterie-Division). Anderseits verblieb die rumänische 5. und 15. Infanterie- sowie 1. Panzerdivision unter dem direkten Kommando des rumänischen Generalstabs. Die rumänische 4. Armee mit dem III. Korps (11. und 35. Infanterie- und Grenzschutz-Division) und das V. Korps (21. Infanterie- und Garde Division) sowie die 7. Infanterie-Division verblieben als Reserve an der südlichen Grenze stehen.

## Ausklang
Bis zum 26. Juli befand sich die gesamte Region unter rumänisch-deutscher Kontrolle. Die Verluste der Truppen der sowjetischen Südfront betrugen nach eigenen Angaben 8.519 Tote, 9.374 Verwundete und 17.893 Vermisste und Gefangene. Die Gesamtverluste der rumänischen Truppen betrugen rund 23.000 Menschen, die deutschen Verluste sind nicht näher bekannt.
Am 17. August wurden Bessarabien und die nördliche Bukowina offiziell wieder in den rumänischen Staat integriert.